# Kruh

Kruh

Kruh je rovinný geometrický útvar, omezený kružnicí. Kruh je určen svým středem S a poloměrem r: Je to množina všech bodů roviny, které mají od středu vzdálenost menší nebo rovnou poloměru.

## Základní vzorce

Grafické vyjádření vzorce pro obsah kruhu. Pokud se kruh rozdělí na velké množství tenkých výsečí a střídavě se složí tyto výseče k sobě, lze si představit, že vznikne obdélník. Jedna strana obdélníku je poloměr, druhá strana je polovina obvodu kruhu, tím pádem obsah obdélníku vychází.

### Pro poloměr
Obvod o kruhu je určen vzorcem:
{\displaystyle o=2\pi r\,,}
kde π označuje číslo pí, a jeho plocha S vzorcem:
{\displaystyle S=\pi r^{2}\,.}

### Pro průměr
Pokud bychom uvažovali poloměr (rádius) r jako polovinu průměru d, tedy dosadili: {\displaystyle r={\frac {d}{2}}},
tak by vzorce vypadaly následovně:
pro obvod o:
{\displaystyle o=2{\frac {\pi d}{2}}=\pi d}
a takto pro plochu S:
{\displaystyle S=\pi \left({\frac {d}{2}}\right)^{2}=\pi {\frac {d^{2}}{2^{2}}}=\pi {\frac {d^{2}}{4}}}

### Odvození vzorce pro plochu pomocí integrace
Obecný středový tvar rovnice kružnice se středem v počátku soustavy souřadné: 
{\displaystyle x^{2}+y^{2}=r^{2}}
Rovnice části kružnice v I. kvadrantu: 
{\displaystyle y={\sqrt {r^{2}-x^{2}}}}
Plocha kruhu se rovná čtyřnásobku plochy vymezené osami {\displaystyle x} a {\displaystyle y} a částí kružnice v I. kvadrantu. Pomocí integrálního počtu tedy:
{\displaystyle S=4\int _{0}^{r}{\sqrt {r^{2}-x^{2}}}\,\mathrm {d} x}
Použijeme substituci, {\displaystyle x=r\sin(\phi )}, a tedy {\displaystyle \mathrm {d} x=r\cos(\phi )\,\mathrm {d} \phi }:
{\displaystyle S=4\int _{0}^{\pi /2}{\sqrt {r^{2}-r^{2}\sin ^{2}(\phi )}}\,r\cos(\phi )\,\mathrm {d} \phi }
Upravíme:
{\displaystyle S=4\int _{0}^{\pi /2}r^{2}\cos ^{2}(\phi )\,\mathrm {d} \phi =4r^{2}\int _{0}^{\pi /2}\cos ^{2}(\phi )\,\mathrm {d} \phi }
Integrujeme:
{\displaystyle S=4r^{2}\left[{\frac {\phi }{2}}+{\frac {\sin(2\phi )}{4}}\right]_{0}^{\pi /2}}
A po dosazení:
{\displaystyle S=4r^{2}\left({\frac {\pi }{4}}+{\frac {\sin(\pi )}{4}}\right)=\pi r^{2}}

## Další pojmy
Část kruhu vymezená dvěma průvodiči je kruhová výseč, část kruhu omezená sečnou je kruhová úseč. Plocha vymezená dvěma soustřednými kružnicemi o nestejném poloměru je mezikruží.

## Kvadratura kruhu
Kvadratura kruhu je konstrukční úloha: sestrojit k danému kruhu čtverec o stejném obsahu pouze pomocí pravítka a kružítka. Tato úloha obecně nemá řešení, přibližná řešení byla ovšem známa už ve starověku.
Naproti tomu Tarského problém kvadratury kruhu je úloha rozdělit daný kruh na konečně mnoho kousků a složit z těchto kousků čtverec o stejném obsahu. S použitím axiomu výběru je tato úloha řešitelná, ovšem nikoliv prakticky. Kousky jsou neměřitelné množiny, které nelze realizovat hmotou složenou z částic. Navíc řešení, které nalezl Laczkovich, vyžaduje {\displaystyle 10^{50}} kousků.
Třírozměrné tvary, jejichž průsečíky s některými rovinami dávají kruhy, jsou koule, sféroidy, válce a kužely.